# 衾町公園
衾町公園（ふすまちょうこうえん）は、東京都目黒区八雲にある公園。園内には、遊具の他、一般には交通公園と呼ばれる児童交通施設がある。

## 交通公園
道路を隔ててすぐ東に児童交通施設がある。
信号機と横断歩道、踏切があり、交通ルールを学ぶことができる。
自転車の他、ゴーカート(足を交互に出すタイプ)も運転できる。午前9時から午後4時30分まで利用できる。歩道には、休憩場所や砂場が設置されている。

## 所在地
目黒区八雲五丁目7番2号

## 改修工事
交通公園を除き、公園の改修工事を2015年8月から9月にかけて入札公告する。いずれも老朽化した遊具を更新するほか、出入り口やトイレ、広場をバリアフリー化する。